# Kašna se sochou svatého Josefa
Kašna se sochou svatého Josefa je umístěna před Novoměstskou radnicí na Karlově náměstí v Praze - Novém Městě. Je od roku 1998 zařazena do seznamu kulturních památek České republiky.

## Historie
Barokní kašna s morovým sloupem je nejstarší z plastik, které zdobí Karlovo náměstí. Od března do listopadu roku 1680 byla pražská města postižena morovou epidemií, při které zemřelo asi šest tisíc lidí. Morový sloup je postaven jako poděkování za to, že nemoc odezněla. Vrcholovou sochu sv. Josefa s Ježíškem vytvořil na objednávku Novoměstského magistrátu v letech 1697–1698 v česku působící lužický sochař a řezbář Matěj Václav Jäckel. Dle zachovaného vyúčtování z roku 1698, byla vyplacena odměna sochaři Jäckelovi za figurální doplňky.

## Popis
Uprostřed polygonální nádrže na vodu je vztyčen sloup, který tvoří čtyři sdružené polosloupy s pseudokorintskými hlavicemi. Sloup stojí na podstavci, na kterém jsou čtyři chrliče vody ve tvaru hlav lvů. Vrcholek sloupu nese pískovcové sousoší svatého Josefa s Ježíškem v náruči a čtyřmi andílky. Na čelní straně se nachází znak Nového Města a na hlavicích je habsburský orel s monogramem císaře Leopolda I., český a uherský znak.